# 今村隆郎
今村 隆郎（いまむら たかお、1949年1月8日 - ）は日本の実業家。日清オイリオグループ代表取締役社長を経て、同社代表取締役会長。元日本植物油協会会長。

## 人物・経歴
三重県鈴鹿市のはんこ屋の家に生まれる。1967年三重県立神戸高等学校卒業。1971年横浜市立大学商学部経営学コース卒業、日清製油入社、計算管理部計算課給与計算担当配属。磯子工場総務、労働組合役員を経て、1983年からシステム部門に移り、1995年システム企画推進室長となる。
1997年取締役人事・総務部長。2000年執行役員兼務。2002年常務取締役兼常務執行役員。2002年日清オイリオグループ常務取締役兼日清オイリオ常務取締役兼常務執行役員。2004年日清オイリオグループ専務取締役兼専務執行役員。2008年代表取締役専務取締役兼専務執行役員。
2011年から日清オイリオグループ代表取締役社長を務め、コストダウンなどの構造改革を進めた。2012年及び2016年日本植物油協会会長。2017年日清オイリオグループ代表取締役会長。
2019年旭日中綬章受章。